# Georg von der Marwitz
Johannes Georg von der Marwitz (Klein Nossin, 7 juli 1856 - Wundichow, 27 oktober 1929) was een Pruisisch generaal. Hij leidde verschillende Duitse legers tijdens de Eerste Wereldoorlog.

## Vroege carrière
Marwitz werd geboren in Stolp in Pommeren en ging bij het Duitse leger in 1875. Van 1883 tot 1886 ging hij naar de legeracademie. Tot 1900 leidde hij een cavalerieregiment, toen werd hij de stafchef van het XVIII Corps. Voor het uitbreken van de Eerste Wereldoorlog was hij inspecteur-generaal van de cavalerie.

## Eerste Wereldoorlog
Marwitz werd aangesteld aan het westfront in 1914, en was de commandant in de Slag der Zilveren Helmen. Na deze slag werd hij overgeplaatst naar het oostfront om het nieuw gevormde XXXVIII Reserve Corps te leiden, welke hij leidde in de Tweede Slag bij de Mazurische Meren in de vroege winter van 1915. Daarna werd hij overgeplaatst naar het zuiden om met Oostenrijk-Hongarije tegen de Russen te vechten, en onderscheiden met de Pour le Mérite op 7 maart 1915.
Na herstel van ziekte in herfst van 1915 diende hij als commandant van het VI Corps aan het westfront. Daarna werd Marwitz weer overgeplaatst naar het oostfront tot het met succes afstoppen van Russen in het Broesilov-offensief in juni 1916. Op 6 oktober 1916 werd hij benoemd tot adjudant van keizer Wilhelm II van Duitsland. Deze positie hield hij tot december 1916 om aangesteld te worden als commandant van het 2de Duitse leger aan het westfront. Hij leidde het 2de leger in de Slag bij Cambrai tegen het Britse rijk (hier werden voor het eerst op grote schaal tanks ingezet). In september 1918 werd hij aangesteld als commandant van het 5de leger, deze positie zou hij houden tot het einde van de oorlog. Hij wist de succesvolle Amerikaanse doorbraak van zijn linies tijdens de  Slag om St. Mihiel te pareren door zijn troepen de gelegenheid te geven zich weer in te graven. 
Na de oorlog, trok hij zich terug uit het publieke leven. Hij stierf in Wundichow in 1929 op de leeftijd van 73.

## Militaire loopbaan
- Fähnrich: 1875[1]
- Leutenant: 15 april 1875[1]
- Oberleutenant: 29 mei 1884[1]
- Rittmeister: 22 mei 1889[1]
- Major: 15 december 1894[1]
- Oberstleutenant: 18 mei 1901[1]
- Oberst: 24 april 1904[1]
- Generalmajor: 21 maart 1908[1]
- Generalleutnant: 20 maart 1911[1]
- General der Kavallerie: 19 augustus 1914[1]

## Onderscheidingen
- Pour le Mérite op 7 maart 1915[1][2]
  - Eikenloof op 14 mei 1915[1][2]
- Kroonorde, 1e klasse
- Hospitaalorde van Sint-Jan (balije Brandenburg)
- Onderscheiding voor Trouwe Dienst (Pruisen)
- Ere-Grootkruisen in de Huisorde en Orde van Verdienste van Hertog Peter Friedrich Ludwig
- Commandeurskruis in de Orde van de Witte Valk
- Orde van de Dubbele Draak, 2e klasse, 1e graad
- Commandeur in de Orde van Sint-Mauritius en Sint-Lazarus
- Commandeur in de Frans Jozef-orde
- Commandeur in de Orde van de Leeuw en de Zon
- Grootkruis in de Orde van het Zwaard
- Commandeur in de Orde van de Kroon van Siam
- Grootkruis in de Orde van de Rode Adelaar met Eikenloof en Zwaarden
- Commandeur Ie Klasse met ster in de Huisorde van Hohenzollern
- IJzeren Kruis 1914, 1e en 2e klasse